# Belmont Electric Automobile Company
Belmont Electric Automobile Company war ein US-amerikanischer Hersteller von Automobilen.

## Unternehmensgeschichte
Das Unternehmen wurde 1915 in Wyandotte in Michigan gegründet. Im Folgejahr begann die Produktion von Automobilen. Der Markenname lautete Belmont. Ab März 1916 war J. H. Bishop der Präsident. Ebenfalls 1916 endete die Produktion. Insgesamt entstanden nur wenige Fahrzeuge.
Es gab keine Verbindung zur Belmont Automobile Manufacturing Company, die den gleichen Markennamen verwendete.

## Fahrzeuge
Im Angebot standen Elektroautos. Die Leistung der Elektromotoren ist nicht angegeben. Die Reichweite betrug 120 km. Zur Wahl standen vier- und sechssitzige Limousinen und ein kleines Nutzfahrzeug.